# Ifugao (volk)
De Ifugao zijn een van de 70 inheemse bevolkingsgroepen in de Filipijnen. De Ifugao leven voornamelijk in de gelijknamige provincie Ifugao in het bergachtige noorden van het grootste Filipijnse eiland Luzon. Samen met vijf andere stammen uit de regio worden ze ook wel aangeduid met de verzamelnaam Igorot. De Ifugao zijn net als de andere stammen van de Igorot berucht vanwege hun verleden als koppensnellers.
De Ifugao leefden in het verleden voornamelijk van de rijstbouw. Hun rijstterrassen op de steile hellingen van de Cordillera Central zijn tegenwoordig wereldberoemd. Het meest spectaculaire deel, de rijstterrassen rond Banaue en omgeving, zijn tegenwoordig een van de belangrijkste toeristische trekpleisters van de Filipijnen en werden in 1995 door de UNESCO op de lijst van werelderfgoed geplaatst.

## Geschiedenis
De Ifugao zijn net als de meeste andere bevolkingsgroepen in de Filipijnen van Maleise afkomst. Hun voorouders kwamen enkele duizenden jaren geleden vanuit het vasteland van Zuidoost-Azië en vanaf Indonesië aan op de Filipijnse archipel. Onduidelijk is hoe zij uiteindelijk in Ifugao terecht zijn gekomen. Volgens de oudste theorie hierover, van de Amerikaanse antropoloog Henry Otley Beyer, zijn de voorouders van de Ifugao zo'n 2000 jaar geleden vanuit de kuststrook van de Golf van Lingayen richting het noordoosten getrokken. Daar bouwden zij, met de kennis die zij vanuit vasteland van Azië hadden meegebracht, vervolgens de tegenwoordig beroemde rijstterrassen. Volgens een tweede theorie gebaseerd op oude Spaanse bronnen zijn de voorouders van de Ifugao afkomstig uit de regio rond Magat en zijn ze pas richting Ifugao getrokken na het arriveren van de Spanjaarden in Magat. Volgens deze theorie zijn de rijsterrassen in Ifugao dus ook slechts enkele honderden jaren oud, hetgeen zou verklaren waarom de rijsterrassen pas in latere Spaanse bronnen worden genoemd. Een recentere theorie gaat ervan uit dat de Ifugao afkomstig zijn uit het westen van Mountain Province, vanwege opvallende overeenkomsten op het gebied van taal, architectuur, kledingfabricage en -ontwerp en de vele namen en plekken uit die regio die voorkomen in de Ifugao mythen en liederen.
Hoewel de Spanjaarden wel degelijk pogingen hiertoe hebben ondernomen, zijn zij er nooit echt in geslaagd de Ifugao te overheersen en te bekeren tot het christendom. Pas in de laatste helft van de 19e eeuw, zo'n 250 jaar na de kolonisatie van een groot deel van het Filipijnse laagland, maakten de Spanjaarden stap voor stap voortgang met het pacificeren van het Ifugao-gebied. Er werden paden aangelegd, bemande bewakingsposten ingesteld en er werd een hele reeks missieposten gevestigd. In 1851 waren dat missieposten in Mayoyao, Bungian en Silipan, daarna volgden Lagaui (1876), Ibaay (1867), Capaya (1894) en Nangaua bij Kianpan (1896). In 1852 werd de eerste  pueblo gesticht. Deze pueblo met de naam Lagaui (het tegenwoordige Lagawe) viel bestuurlijk gezien onder de provincie Nueva Vizcaya. In 1865 volgde de pueblo Ibaay, bij de rivier de Santa Cruz dicht bij het tegenwoordige Pingkian in Kayapa, Nueva Vizcaya. In 1876 bedroeg de geregistreerde bevolking van Lagaui en Ibaay respectievelijk 9268 en 8591 mensen. Ook werden pogingen ondernomen de lokale bevolking van Ifugao te laten verhuizen naar lager gelegen gebieden bij de Magat Gorge in het oosten, die beter te bereiken en te controleren waren. Deze gemeenschappen waren echter na enige tijd weer helemaal verlaten.

## Samenleving

### Woongebied en gebiedsindeling

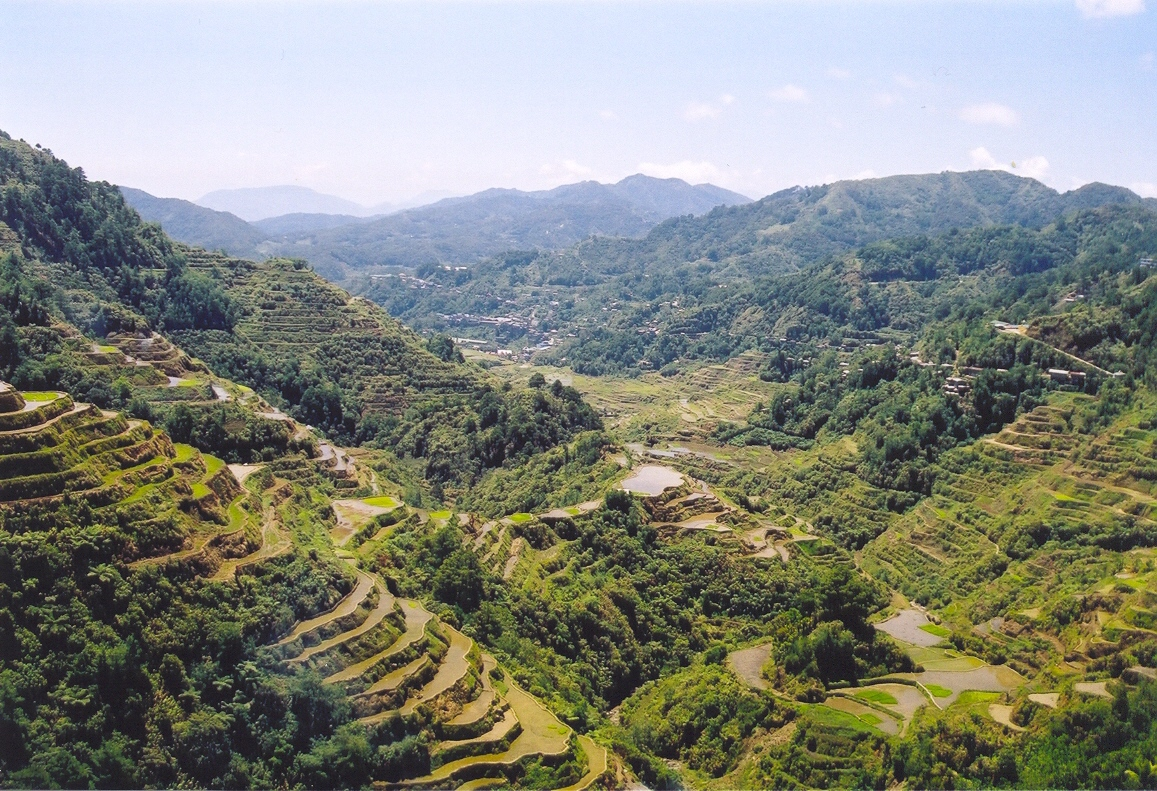
De door de Ifugao aangelegde rijstterrassen van Banaue

Het woongebied van de Ifugao's komt grotendeels overeen met de grenzen van de provincie Ifugao. Daarnaast heeft een grote groep Ifugao zich gevestigd in Baguio in de provincie Benguet. De provincie Ifugao is voor het overgrote deel een zeer bergachtig gebied aan de zuidoostzijde van de Cordillera Central. Door de bergen kent dit gebied, ondanks de tropische ligging, een gematigd klimaat. De provincie bestaat sinds 1982 uit elf gemeenten. De Tuwali's leven van oorsprong in Kiangan, Asipulo, Lagawe, Hingyon en Hungduan. De Ayangan komen uit het gebied rond Banaue en de Mayoyao komen uit Mayoyao en omgeving.
De Ifugao leven in kleine verspreidde nederzettingen dicht bij hun rijstgebieden. Het aantal huizen in dergelijke nederzetting varieert meestal van een tot enkele huizen. In een uitzonderlijk geval bedraagt het aantal huizen enkele tientallen. Alle bewoners van een nederzetting zijn onderling verbonden door familiebanden. Dit is dan ook een duidelijk onderscheid van andere Igorot-volkeren, zoals de Bontoc, die wel grotere dorpsgemeenschappen kennen waarbij niet alle dorpsbewoners door familiebanden aan elkaar verwant zijn. Enkele tientallen nederzettingen vormen samen een district (himpuntonaam). Naburige districten die een bepaalde afhankelijkheid van elkaar hebben doordat ze bijvoorbeeld gebruikmaken van dezelfde bron voor irrigatie liggen of hun hout kappen in dezelfde aanliggende bossen vormen samen een agrarisch district. Een agrarische district is de grootste territoriale eenheid die de Ifugao kennen, waarvan er in totaal er meer dan 120 van te onderscheiden zijn. Dergelijke agrarisch districten hadden in vroegere tijden weinig contact met elkaar behalve voor het uitvechten van een bloedige vete of oorlog. Hierdoor ontstonden er ook per agrarisch district verschillen in het gesproken dialect en waren ze in economisch opzicht onafhankelijk van elkaar.
Een doorsnee Ifugao-familie woont in een zogenaamde bale, samen met hun jongeren kinderen. Vanaf een jaar of zes, zeven slapen de kinderen niet meer thuis, maar in speciale slaapzalen (in een zogenaamde agamang). Over het algemeen slapen de jongens en de meisjes in aparte agamans. De gemengde slaapzalen die er zijn, zijn bedoeld voor jonge Ifugao's die van plan zijn te gaan trouwen.

### Bevolkingssamenstelling
De Ifugao is een relatief kleine etnische groepering. Aan het einde van de Tweede Wereldoorlog waren er nog zo'n 50.000 Ifugao's. Tegen het einde van de 20e eeuw was hun aantal gegroeid naar ongeveer 190.000. Door de indeling in ruim 120 autonome agrarische districten, waartussen in het verleden maar weinig contact was, kan de groep Ifugao's worden opgedeeld in evenzoveel verschillende groeperingen. Desondanks worden deze vele tientallen gemeenschappen gewoonlijk in een aantal etnische subgroepen gegroepeerd. Veel genoemde groepen daarbij zijn de Ayangan uit het noorden, oosten en zuidwesten, de Tuwali of Kiangan uit het noordwesten en een wat kleinere groep, de Kalanguya uit het westen van de provincie.

### Taal
De opdeling van het Ifugao-gebied in ruim 120 autonome agrarische districten heeft ook gevolgen gehad voor de ontwikkeling van de lokale talen. Door het beperkte onderlinge contact tussen de gemeenschappen uit deze districten zijn er in de meeste daarvan in de loop der tijd ook verschillende dialecten ontstaan. Deze dialecten staan tegenwoordig samen wel bekend als de taal Ifugao. In de gemeenten Kiangan, Mayoyao, Banaue, Lagawe, Hungduan en Hingyon is het Ifugao de dominante taal. In de overige vijf gemeenten is de taal veel minder dominant. In Aguinaldo en Lamut is de situatie wat gemengd. In Alfonso Lista is het Ilocano dominant en in de gemeenten Tinoc en Asipulo is het Kallahan de dominante taal. De vele dialecten die samen de taal Ifugao vormen worden ook wel opgedeeld in drie of vier aparte talen. Een van deze indelingen is de opdeling in de vier talen Amganad-Ifugao, Batad-Ifugao, Mayoyao-Ifugao en Tuwali-Ifugao.

### Sociale klassen
De Ifugao samenleving kent drie sociale klassen: Onderaan de sociale ladder staan de armen (nawotwot), dan volgt de middenklasse (tagu) en als laatste de rijke elite (kadangyans). De arme mensen zijn niet in het bezit van rijstvelden, of grote stukken land. Ze werken vaak in dienst van de rijke klasse en helpen bijvoorbeeld in de huishouden, met verzamelen van sprokkelhout of materiaal voor het dak. De middenklasse is wel in het bezit van eigen rijstvelden en kan zich daarmee goed onderhouden. Zij kunnen het zich echter niet veroorloven om belangrijke rituele feesten te sponsoren, waarmee de rijke elite zich onderscheidt van de middenklasse. Wanneer een Ifugaokoppel een huwelijksfeest (uyauy) bekostigt, of een alleenstaande een soortgelijke ritueel feest (balihong), dan behoren zij tot de rijke elite. Deze mensen worden ook wel de immuy-ya-uy genoemd. Helemaal aan de top van de sociale ladder staan de himmagabi. Zij hebben ook al eens een hagabi-ritueel bekostigd.

### Woningen

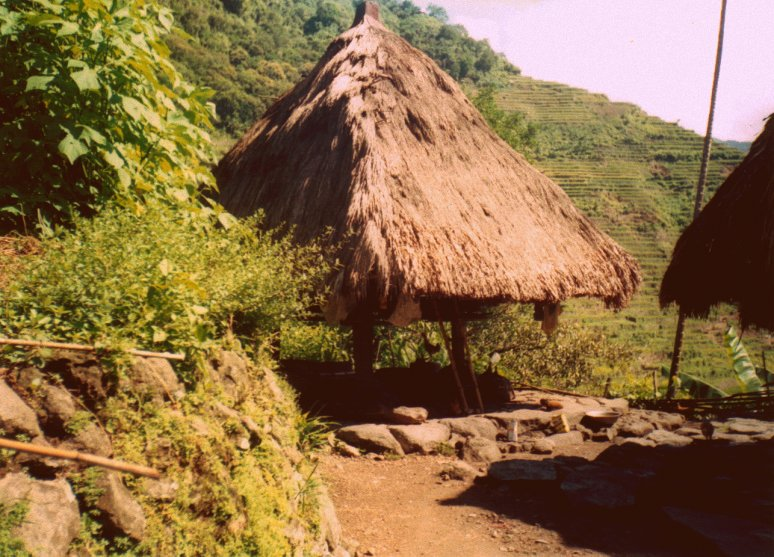
Een voorbeeld van een bale

### Koppensnellen

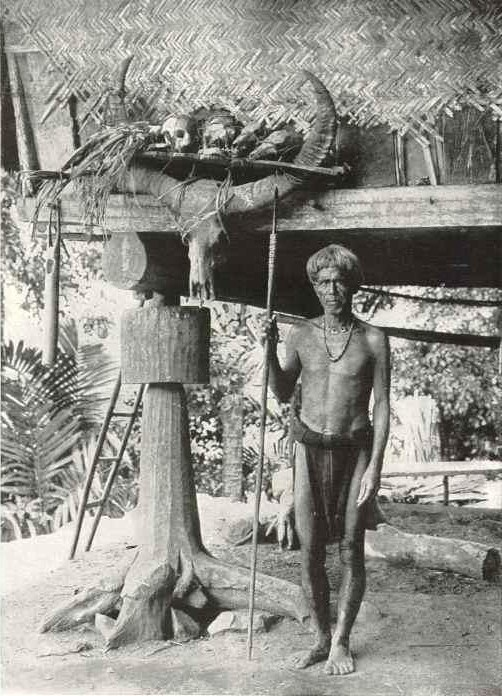
Een Ifugao krijger met enkele van zijn gesnelde koppen (1912)

## Cultuur en gebruiken